# Норвезька залізнична сигналізація
Норвезька залізнична сигналізація — це система сигналізації, яка використовується залізничним транспортом в Норвегії.
Ця система регулюється Положенням від 4 грудня 2001 року № 1336.
Перша система сигналізації на залізницях Норвегії була введена в експлуатацію в 1893 році, коли на станції Драммен було встановлено перший семафор.
Перший світлофор з електричними вогнями з'явився в 1924 році.

## Сигнальні засоби
- Сигнальні прапори
- Ручні сигнальні лампи
- Сигнали, які подаються свистком
- Сигнали, які подаються зброєю
- Постійні світлові сигнали
- Фіксовані світлові сигнали
- Сигнальні знаки
- Звукові сигнали локомотивів
- Світлові сигнали локомотивів та поїздів

## Основні значення кольорових сигналів
- Червоний — «Стоп»
- Фіолетовий — «зупинитися на переїзді».
- Жовтий — «обережність», зменшити швидкість, наступний сигнал буде заборонним.
- Зелений — «дозвіл на запуск, можна їхати».
- Білий — «лінія вільна».

## Основні сигнали
| Сигнал | Сигнал                                                      | Значення                                                            | Де використовується                                                    |
| ------ | ----------------------------------------------------------- | ------------------------------------------------------------------- | ---------------------------------------------------------------------- |
|        | Сигнал 20A — Зупинка — червоний миготливий                  | Поїзд зобов'язаний зупинитись, не проїжджаючи сигналу.              | Головні лінії, блок-ділянки                                            |
|        | Сигнал 20B — Зупинка — два червоних                         | Поїзд зобов'язаний зупинитись, не проїжджаючи сигналу.              | Вхідні, внутрішні і/або маршрутні сигнали                              |
|        | Сигнал 21 — Проїзд дозволено при проїзді стрілочних вулиць. | Поїзд може прослідувати один або декілька стрілочних переводів.     | Головні лінії, блок-ділянки, вхідні, внутрішні і/або маршрутні сигнали |
|        | Сигнал 22 — Проїзд дозволено при проїзді стрілочних вулиць. | Проїзд дозволено, поїзд їде без відхилення по стрілочному переводу. | Головні лінії, блок-ділянки, вхідні, внутрішні і/або маршрутні сигнал  |

### Допоміжні сигнали
| Зображення | Сигнал                              | Суть сигналу                                                                            |
| ---------- | ----------------------------------- | --------------------------------------------------------------------------------------- |
|            | Сигнал 23 Жовтий миготливий         | Наступним сигналом буде заборонний сигнал 20A або 20B                                   |
|            | Сигнал 24 Жовтий і зелений блимають | Наступним сигналом буде 21, необхідно вжити заходів щодо зниження швидкості перед ним   |
|            | Сигнал 25: Зелений миготливий       | Наступним сигналом буде 22, поїзд буде слідувати без відхилення по стрілочних переводах |